# На голці (фільм)
«На голці», також відомий під оригінальною назвою «Трейнспоттінг» (англ. Trainspotting) — культовий британський фільм 1996 року, що базується на романі Ірвіна Велша «Трейнспоттінґ». Режисер — Денні Бойл, продюсер — Ендрю Макдональд. Фільм оповідає історію групи Единбурзьких наркоманів у пізніх 1980-х. На 1 березня 2024 року стрічка займала 171-ту позицію у списку 250 кращих фільмів за версією IMDb.

## Назва
Кіноадаптацію книги здійснив сценарист Джон Годж. Його сценарій не містить посилань на непов'язане з наркотиками хобі трейнспотингу, назва якого фігурує у заголовку книги. Натомість книга Ірвіна Велша містить епізод, у якому Беґбі та Рентон зустрічають старого пияку на закинутій залізничній станції, що використовується ними як туалет. Зі слабкою спробою на іронію він запитує їх, чи вони займаються трейнспотингом. Коли хлопці йдуть геть, Рентон розуміє, що пияка був батьком Беґбі.

## Сюжет
Події розгортаються у Шотландії. Марк Рентон, 26-річний безробітний героїновий наркоман, живе зі своїми батьками в единбурзькому районі Лейт і регулярно вживає наркотики зі своїми «друзями». Його друзі: віроломний фанатик Джеймса Бонда Саймон «Торчок» Вільямсон; слухняний і незграбний Деніел «Мотика» Мерфі та Суонні «Настоятелька», їхній дилер. Інші друзі Рентона, агресивний психопат-алкоголік Френсіс «Франко» Бегбі та чесний футболіст який полюбляє час від часу «поторчати на спідах» Томмі Маккензі, обидва утримуються від героїну. Вони попереджають Марка про небезпеку впадіння в залежність від цього наркотику.

## У ролях
| Актор            | Роль             |
| ---------------- | ---------------- |
| Юен Макгрегор    | Марк Рентон      |
| Юен Бремнер      | Деніел Мерфі     |
| Джонні Лі Міллер | Саймон Вільямсон |
| Роберт Карлайл   | Френсіс Беґбі    |
| Кевін Маккідд    | Томмі Маккензі   |
| Келлі Макдональд | Дайанна          |
| Пітер Маллан     | Своні            |
| Джеймс Космо     | містер Рентон    |
| Айлін Ніколас    | місіс Рентон     |
| Сьюзен Відлер    | Еллісон          |
| Полін Лінч       | Ліззі            |
| Ширлі Гендерсон  | Гейл             |
| Ірвін Уелш       | Майкі Форестер   |

## Українське закадрове озвучення
Існує 2 варіанти закадрового озвучення: двоголосе від телеканалу «Гамма» та багатоголосе від аматорської студії CloverDUB.

## Продовження
У 2007 році Денні Бойл повідомив про свій намір зняти сиквел фільму, заснований також на книзі Уелша — «Порно», яка написана як продовження роману «На голці». Передбачалося, що дія нової картини, як і в книзі, буде відбуватися через 10 років після подій першого фільму. Юен Мак-Грегор, який виконував в оригінальній картині головну роль, дав згоду на зйомки. Проте, між Макгрегором і Бойлом існувала неприязнь ще з того часу, коли режисер віддав перевагу віддати головну роль у фільмі «Пляж» Леонардо Ді Капріо. Лише у 2014 році, за словами Уелша, Бойл і Макгрегор владнали розбіжності.
Українська прем'єра фільму — продовження під назвою «T2 Трейнспоттінг» відбулася 21 жовтня 2017 року.